# هرمزا (وایومینگ)
هرمزا (به انگلیسی: Hermosa) یک منطقهٔ مسکونی در ایالات متحده آمریکا است که در شهرستان آلبانی، وایومینگ قرار دارد.